# L'Oiseau bleu
Pour les articles homonymes, voir Oiseau bleu (homonymie).
Pour les différentes adaptations cinématographiques, voir L'Oiseau bleu (film).
L’Oiseau bleu est une pièce de théâtre en six actes et douze tableaux écrite par l'écrivain belge Maurice Maeterlinck en 1908. Elle fut jouée pour la première fois au théâtre d'art de Moscou de Constantin Stanislavski. Le 2 mars 1911, Réjane donna la première française au théâtre Réjane à Paris. Maurice Maeterlinck a écrit une suite relativement courte à L'Oiseau bleu, qu'il a intitulée L'Oiseau bleu et les Fiançailles.

## Argument
Un frère et une sœur, Tyltyl et Mytyl, pauvres enfants de bûcheron, regardent par la fenêtre le Noël des enfants riches lorsque la fée Bérylune leur demande d'aller chercher l'Oiseau bleu pour guérir sa petite fille qui est malade (elle voudrait être heureuse). À travers cette quête, aidés par la Lumière, Tyltyl et Mytyl vont retrouver leurs grands-parents morts, leur petit frère pas encore né et bien d'autres personnages encore.
L'Oiseau bleu parle également de personnages ennemis ne facilitant pas la tâche des enfants, tels la chatte, prête à tuer les enfants pour sauver sa vie (en effet, une fois que l'on a tourné le Diamant, animaux et éléments prennent vie), aidée de la Nuit, des arbres et d'autres encore…

## Première représentation
La première représentation a lieu en 1908 au théâtre d'art de Moscou.

### Fiche technique
- Mise en scène : Constantin Stanislavski
- Conception des décors : Charles Doudelet
- Date : 1908

### Distribution
- Alisa Koonen : Mytyl
- Sofia Khalyutina (ru) : Tyltyl
- Maria Germanova
- Ivan Moskvine
- Alexandre Adashev (ru)
- Alexandra Rebikova
- G. Burdzhalov
- Olga Bogoslovskaïa
- Apollo Gorine

Théâtre d'art de Moscou, 1908
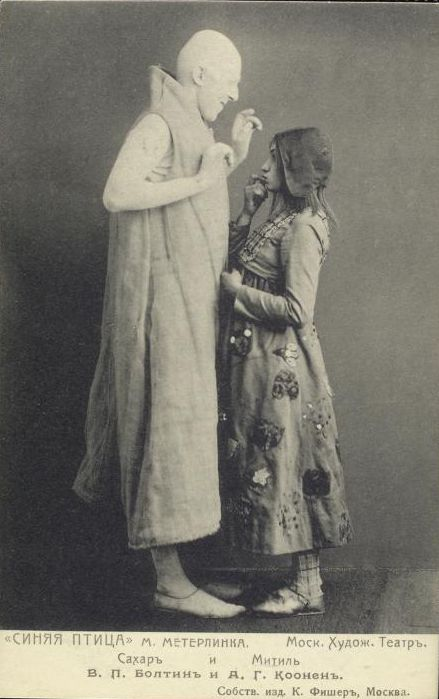
Boltin et Alisa Koonen
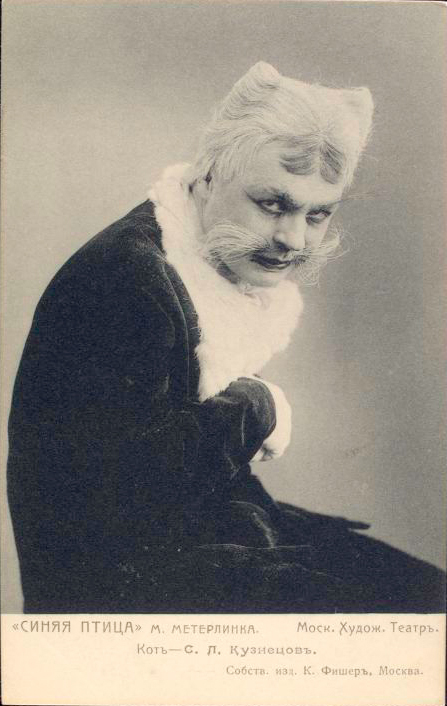
Ivan Moskvine
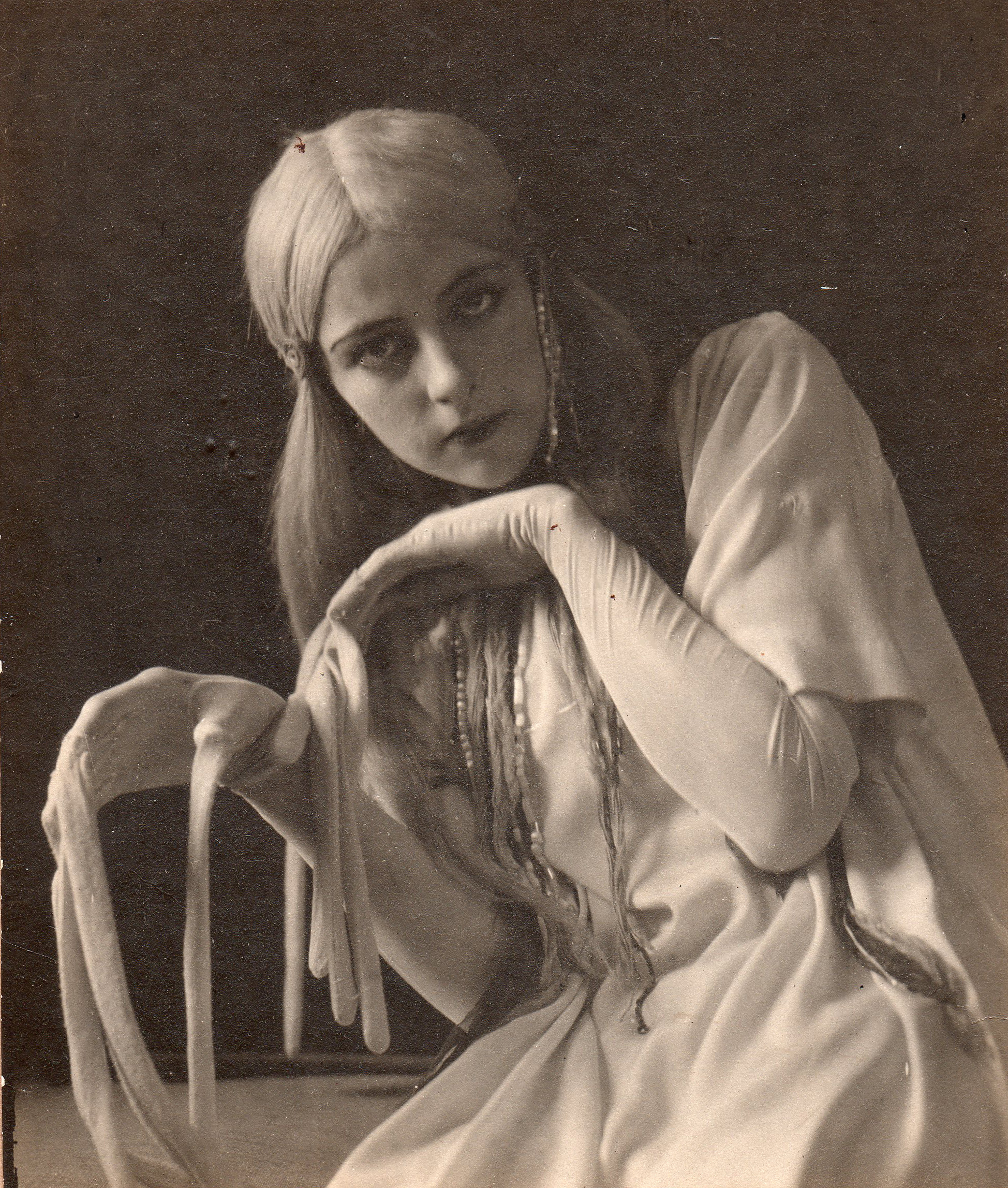
Alexandra Rebikova
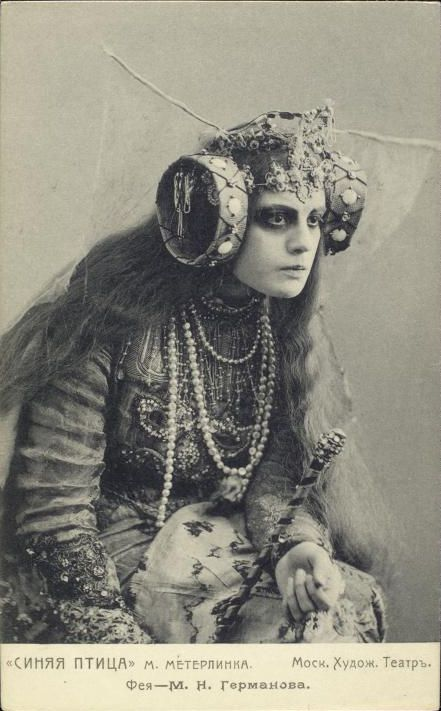
Maria Germanova

## Adaptations
Voir L'Oiseau bleu (film) 
La pièce connut plusieurs adaptations au cinéma dès 1910. César Giris a peint les décors d'une adaptation, cartons qu'il a exposés en 1911 au Salon des indépendants. Le compositeur tchèque Jaroslav Křička a composé en 1911 une ouverture à cette pièce (op.16). Le compositeur français Albert Wolff a écrit un opéra d'après la pièce originale de Maurice Maeterlinck, également titré L'Oiseau bleu, et créé au Metropolitan Opera de New York le 27 décembre 1919.
En 1940, sort L'Oiseau bleu réalisé par Walter Lang et en 1976 George Cukor réalise L'Oiseau bleu. En 1980, Hiroshi Sasagawa et Leiji Matsumoto réalisent une série d'animation L'Oiseau bleu et en 1981 Gabriel Axel tourne un téléfilm L'Oiseau bleu.
Le Collectif Quatre Ailes met en scène une adaptation en 2012 qui mélange au théâtre, cirque et images.